# 대관령 나들목

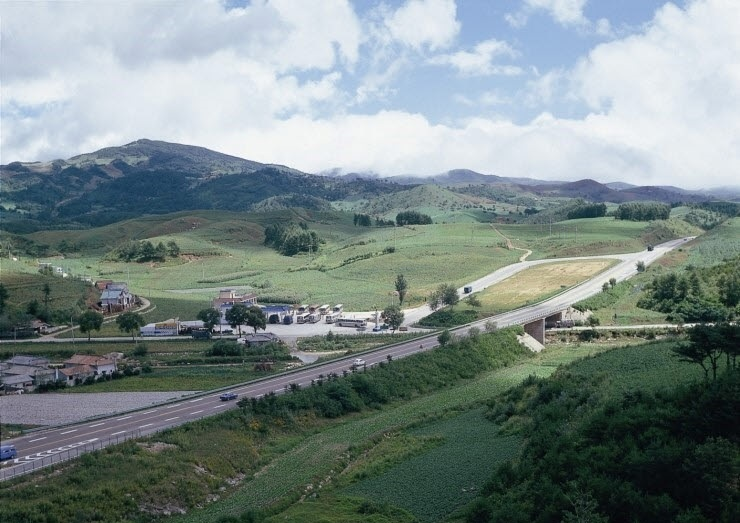
횡계 평면교차로(1980년대)

대관령 나들목(Daegwallyeong IC)은 강원특별자치도 평창군 대관령면 횡계리에 설치된 영동고속도로의 36번 교차로이다. 나들목 진출입로는 대관령면 차항리와 접하고 있으며 인근에 용평리조트, 삼양대관령목장, 대관령양떼목장, 알펜시아리조트 등이 있다. 2018년 동계 올림픽 개최를 계기로 평창군에서 나들목 명칭 변경을 추진하여 2016년 1월 1일에 기존 명칭인 횡계 나들목에서 지금의 명칭으로 변경되었다.

## 연혁
- 1975년 10월 14일 : 영동고속도로 새말 ~ 강릉 구간 개통에 따라 횡계 교차로라는 이름의 평면 교차로로 영업 개시[3]
- 1995년 4월 26일 : 1995년 12월까지 평면 교차로 개량 공사로 인해 강원도 평창군 도암면 횡계리 440m 구간 도로구역 변경[4]
- 2000년 7월 22일 : 월정 요금소 ~ 횡계 나들목 구간 왕복 4차로 확장 개통으로 현재의 위치로 나들목 이전 및 횡계 나들목으로 명칭 변경[5][6]
- 2001년 11월 28일 : 횡계 나들목 ~ 강릉 분기점 구간이 왕복 4차선으로 확장 개통되면서 나들목을 이전, 나들목에 요금소를 설치하고 통행료 징수 개시
- 2016년 1월 1일 : 대관령 나들목으로 명칭 변경
- 2017년 12월 : 나들목 요금소에 다차로 하이패스 시스템 도입[7]

## 구조물 정보
- 위치: 강원특별자치도 평창군 대관령면 횡계리
- 영업소: 강원특별자치도 평창군 대관령면 오리골길 44

## 접속하는 도로
- 지방도 제456호선 (경강로)

## 교통량 정보
| 요금소          | 통행량 (대/일) | 통행량 (대/일) | 통행량 (대/일) | 통행량 (대/일) | 통행량 (대/일) | 통행량 (대/일) | 통행량 (대/일) | 통행량 (대/일) | 통행량 (대/일) | 통행량 (대/일) | 각주  |
| 요금소          | 2001년         | 2002년         | 2003년         | 2004년         | 2005년         | 2006년         | 2007년         | 2008년         | 2009년         | 2010년         | 각주  |
| --------------- | -------------- | -------------- | -------------- | -------------- | -------------- | -------------- | -------------- | -------------- | -------------- | -------------- | ----- |
| 횡계 (폐쇄식)   | 3,761          | 2,649          | 2,906          | 2,867          | 3,215          | 3,351          | 3,832          | 3,963          | 3,970          | 4,005          | [ 8 ] |
| 대관령 (폐쇄식) | 횡계 요금소    | 횡계 요금소    | 횡계 요금소    | 횡계 요금소    | 횡계 요금소    | 횡계 요금소    | 횡계 요금소    | 횡계 요금소    | 횡계 요금소    | 횡계 요금소    | [ 8 ] |
| 요금소          | 2011년         | 2012년         | 2013년         | 2014년         | 2015년         | 2016년         | 2017년         | 2018년         | 2019년         |                | [ 8 ] |
| 횡계 (폐쇄식)   | 4,118          | 4,188          | 4,300          | 4,581          | 4,869          | 대관령 요금소  | 대관령 요금소  | 대관령 요금소  | 대관령 요금소  |                | [ 8 ] |
| 대관령 (폐쇄식) | 횡계 요금소    | 횡계 요금소    | 횡계 요금소    | 횡계 요금소    | 횡계 요금소    | 5,085          | 5,875          | 5,722          | 4,540          |                | [ 8 ] |